# Condado de Cherokee (Geórgia)
O Condado de Cherokee é um dos 159 condados do Estado americano de Geórgia. A sede do condado é Canton, e sua maior cidade é Woodstock. O condado possui uma área de 1 124 km², uma população de 141 903 habitantes, e uma densidade populacional de 129 hab/km² (segundo o censo nacional de 2000). O condado foi fundado em 21 de dezembro de 1830. O condado faz parte da região metropolitana de Atlanta. As taxas de crescimento do condado de Cherokee são muito altas. Sua população estimada em 2004 é de 174 680 habitantes. O condado faz parte da região metropolitana de Atlanta. As taxas de crescimento do condado de Cherokee são muito altas. Sua população estimada em 2004 é de 174 680 habitantes.